# Lonchaea atraposa
Lonchaea atraposa är en tvåvingeart som beskrevs av Mcalpine 1964. Lonchaea atraposa ingår i släktet Lonchaea och familjen stjärtflugor. Inga underarter finns listade i Catalogue of Life.